# Hansa-Brandenburg W.12
A Hansa-Brandenburg W.12 német gyártmányú, kétüléses, vadász hidroplán volt az első világháború idején.

## Története
A típus alapjául az 1916-ban szolgálatba állított Hansa-Brandenburg KDW szolgált, amelyre rendszeres panaszok érkeztek, ezért a flotta 1916 szeptemberi kérése alapján tervezője, Ernst Heinkel több ponton módosított a tervein: így jött létre a W.12. A legfontosabb változtatás az volt, hogy beépítettek egy második, hátsó ülést, amelyben egy megfigyelő-géppuskás foglalt helyet, így a repülőgép már hátulról is képes volt megvédeni magát. Hogy a hátsó géppuska tüzelését megkönnyítsék, a függőleges vezérsík nem a megszokott módon a törzs fölé, hanem új megoldással az alá nyúlt ki. A típus tesztelése 1917 februárjában kezdődött meg és az első példányok 1917 közepén érkeztek a haditengerészethez. A flotta a kódja a típus első darabjaira C2MG volt (C típusú - azaz kétüléses kétfedelű - repülő két géppuskával), ami később, miután előre még egy Spandau MG-08 géppuskát felszereltek, C3MG-re változott. A későbbi gyártású gépek törzsét meghosszabbították és az alsó szárnyakra is szereltek csűrőlapátokat. A Hansa-Brandenburgnál összesen 146 készült belőle.
A W.12-k az oostendei és zeebruggei flottatámaszponton teljesítettek szolgálatot, egyikük 1917 decemberében egy C.27 típusú brit léghajót is lelőtt. A W.12 1918 közepéig maradt frontszolgálatban, utána felváltották a fejlettebb Hansa-Brandenburg W.19-essel.
1918 áprilisában egy W.12 kényszerleszállást hajtott végre holland felségvizeken és a hatóságok lefoglalták a repülőgépet. A háború után, 1919-ben a holland kormány megvásárolta a W.12 licencét és a rotterdami Van Berkel üzem W-A kódnév alatt 35 repülőgépet gyártott le, amelyek egészen 1933-ig a flotta szolgálatában álltak.

## Műszaki paraméterei
- személyzet: 2 fő
- szárnyfesztávolság: 11,2 m
- törzshossz: 9,6 m
- magasság: 3,3 m
- üres súly: 997 kg
- felszállósúly: 1454 kg
- maximális sebesség: 160 km/h
- maximális magasság: 5000 m
- hatótáv: 520 km

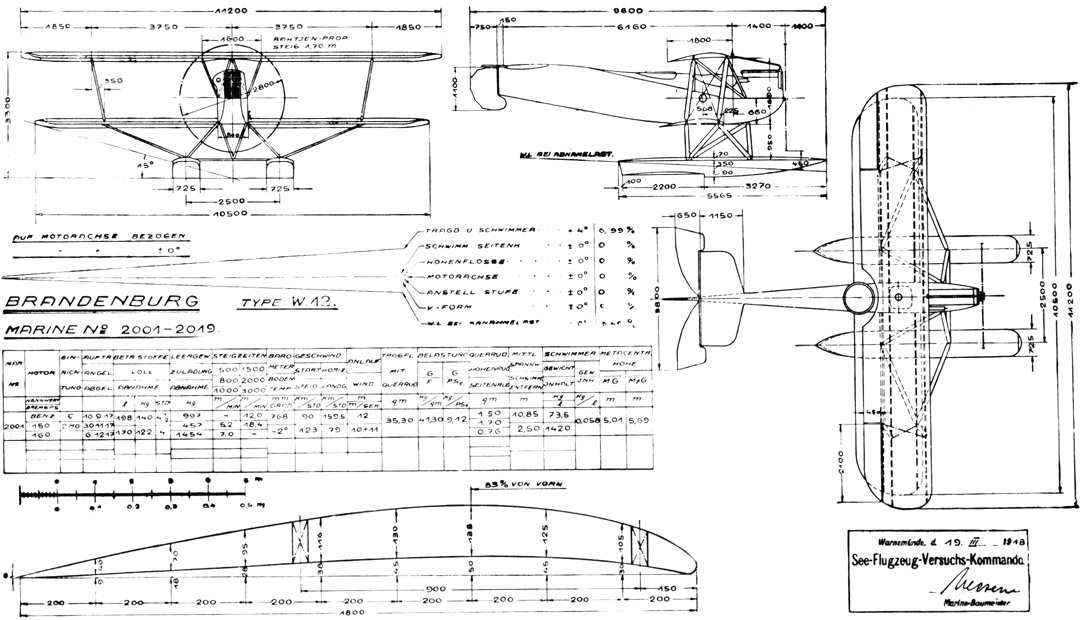
A Hansa-Brandenburg W.12 tervrajza

- hajtómű: 1 db 160 lóerős hathengeres, soros, vízhűtéses Mercedes D.III motor
- fegyverzet: elöl 1 vagy 2 db 7,92 mm-es Spandau MG 08-as géppuska, hátul 1 db Parabellum MG 14-es géppuska

## Rendszeresítő országok
- Német Birodalom
- Hollandia